# Stadlandet

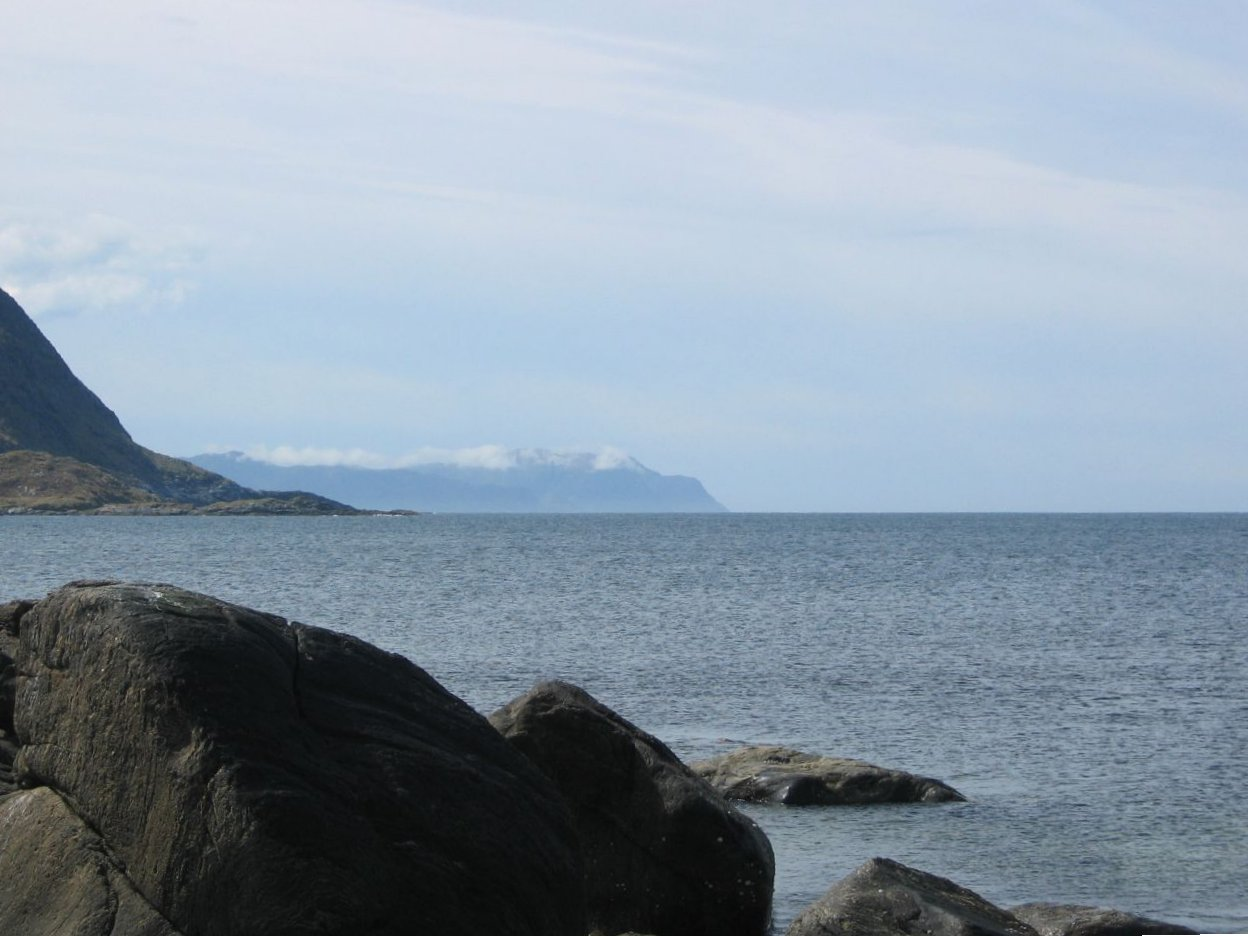
Stadlandet

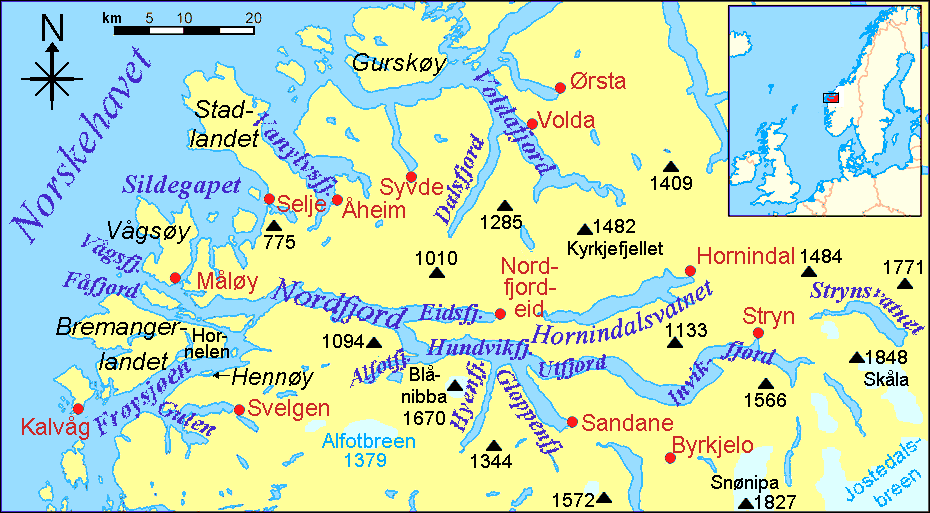
Nordfjord und Umgebung mit dem Stadlandet

Stadlandet, auch Stadland (-et ist der norwegische Artikel im Neutrum) sowie kurz Stad, Statt oder Stadt, ist eine Halbinsel zwischen den Meeresbuchten Sildegap im Westen und Vanylvsfjord im Osten und gehört verwaltungsmäßig zur norwegischen Kommune Stad.
Die Halbinsel ist der nordwestlichste Teil der Provinz (Fylke) Vestland. Die äußerste Landspitze im Nordwesten der Halbinsel heißt Kjerringa und wird seit den 1980er Jahren auch „Vestkapp“ genannt, um Touristen anzuziehen. Sie stellt die Island am nächsten gelegene Stelle des europäischen Festlandes dar. Der westlichste Punkt Norwegens ist dagegen Vardetangen in der Kommune Austrheim.

## Schiffstunnelplanung
Das Gebiet des Nordmeers um Stadlandet ist bekannt als eines mit dem härtesten Wetter entlang der norwegischen Küste. Das Meer vor Stad, Stadhavet, ist ein Fahrwasser mit fordernden Wellenverhältnissen an 90 bis 110 Tagen im Jahr und gefährlichen Kreuzseen. Wegen der daher häufigen Schiffsunglücke vor der Halbinsel ist der Bau eines Schiffstunnels in Planung. Dieser Stad Skipstunnel soll die Halbinsel Stad an ihrer schmalsten Stelle durchqueren, dem etwa 1,7 km breiten Isthmus zwischen dem Moldefjord im Westen und dem Vanylvsfjord im Osten. Damit auch größeren Schiffen, wie den die Hurtigruten befahrenden, eine Passage möglich ist, soll der Tunnel im Querschnitt eine Höhe von 49 Metern und eine Breite von 36 Metern haben, das Fahrwasser 26,5 Meter breit und 12 Meter tief sein sowie die maximale Durchfahrtshöhe 37 Meter betragen. Die Regierung Norwegens beschloss das Projekt im April 2017. Der Baubeginn war für das Jahr 2020 geplant, wurde aber mehrfach verschoben und wird von der norwegischen Küstenbehörde Kystverket für das 2. Quartal 2024 geplant (Stand Juli 2022).

## Geschichtliches
In dem Gebiet liegen viele Reste deutscher Bauwerke aus dem Zweiten Weltkrieg. Die Befestigungswerke wurden hauptsächlich von Kriegsgefangenen aus Osteuropa und der Sowjetunion errichtet.
Südlich von Kjerringa liegt der Ort Ervik. Unweit des Ortes wurde am 30. September 1943 das Hurtigruten-Passagierschiff Sanct Svithun von kanadischen Jagdbombern in Brand geschossen und dann von der Besatzung auf den Klippen bei Ervik auf Grund gesetzt. Die Anwohner versuchten zum Teil mit Booten, Überlebende zu retten. Die Schiffsglocke von Sanct Svithun hängt heute in der Kapelle von Ervik.